# Gamala
Gàmala (in ebraico: גמלא, Gamla o Gamala) fu la principale città del Golan dall'87 a.C. al 67 d.C., quando fu distrutta dai Romani nel corso della prima guerra giudaica. Le sue rovine possono ancora essere viste sulle alture del Golan. Il nome Gamla deriva dalla parola ebraica gamal, che significa "cammello", dato che è situata su una collina a forma di gobba di cammello arabo o dromedario perché con una gobba sola.
La città venne fondata dal sovrano asmoneo Alessandro Ianneo nell'81 a.C. Di questa città erano Ezechia di Gamala e il figlio Giuda di Gamala, che si proclamavano discendenti della dinastia asmonea e furono a capo di rivolte antiromane. Giuda di Gamala fu inoltre il fondatore della setta degli Zeloti.
Fu fortificata da Giuseppe Flavio, comandante della Galilea durante la rivolta giudaica contro Roma nell'anno 66, che ne descrisse l'aspetto e la conquista, attuata nel 67 dal futuro imperatore Vespasiano a capo della legione X Fretensis.
I Romani dapprima cercarono senza successo di prendere la città mediante la costruzione di una rampa. Ad un secondo tentativo riuscirono a penetrare all'interno delle mura e a conquistarla. Gli abitanti furono sterminati o si suicidarono gettandosi dalla collina.
Le fonti non forniscono dati precisi sulla sua localizzazione e il sito della fortezza ha potuto essere identificato sulla base di indagini archeologiche negli anni settanta del XX secolo.

## Scavi archeologici
I resti della città sono stati rinvenuti sul pendio meridionale, meno ripido di quello settentrionale, di una altura a forma di aguzza cresta, che assicurava un'ottima posizione difensiva. Le difese naturali erano rinforzate da una cinta muraria in blocchi di basalto spessa circa 6 m e dotata di torri quadrate e di una circolare disposta sulla cima; l'unico ingresso, fiancheggiato da torri, si apriva sul lato meridionale. Qui si notano le tracce di opere di rinforzo, eseguite forse in occasione dell'assedio: in alcuni tratti i vani delle abitazioni addossate alle mura vennero riempiti di pietre. Si sono rinvenute anche le tracce della breccia aperta nella cinta muraria che permise la conquista romana, al centro del lato orientale.
Le case erano disposte su terrazze accessibili tramite gradinate. La presenza di torchi oleari indica che l'economia della città doveva basarsi probabilmente sulla coltivazione dell'olivo. Le strutture recano tracce di incendio e distruzione violenta.
Nei pressi delle mura si trovava un importante edificio, identificato come la sinagoga della città, a pianta rettangolare (25.5 x 17 m) e orientata in senso nord-est - sud-ovest, verso Gerusalemme. Lungo le pareti sono presenti gradini in pietra come sedili e dei pilastri centrali sorreggevano il tetto dell'ambiente. Nell'adiacente cortile è stato rinvenuto un mikve (bagno rituale ebraico).

### Gamala nella letteratura
Lo scrittore Michail Bulgakov, figlio di un erudito storico delle religioni, nel romanzo Il Maestro e Margherita fa rispondere al suo Gesù, interrogato da Pilato, di provenire da Gamala, anticipando così le successive scoperte archeologiche che avrebbero messo in dubbio la tradizionale narrazione della provenienza di Gesù da Nazareth, accreditando invece quella da Gamala.

## Galleria d'immagini

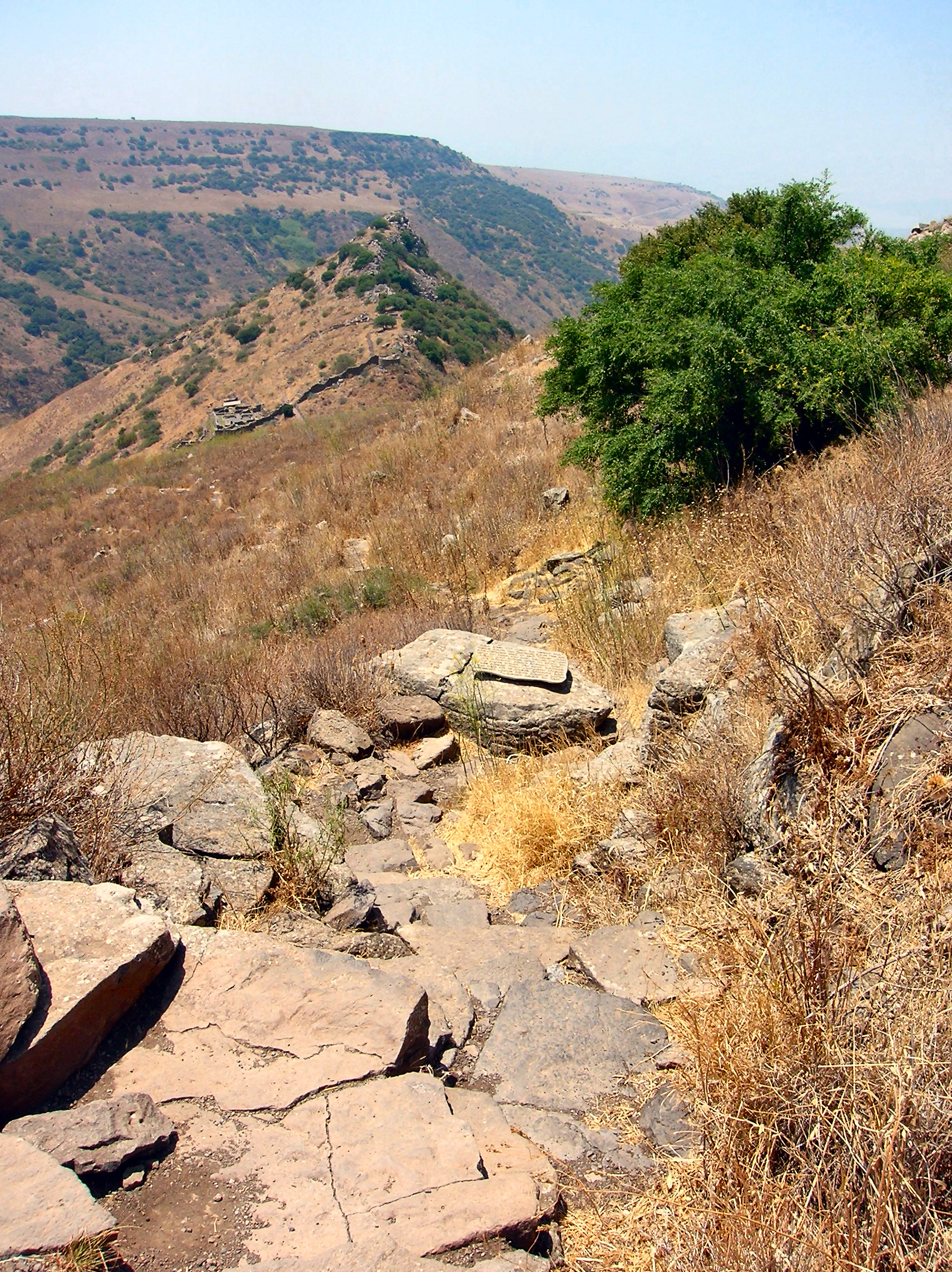
Rovine della città di Gamala.